# Station 16
Station 16 is een stripalbum gemaakt door Hermann Huppen (tekeningen) en Yves H (verhaal).  Het album verscheen in 2014 in de reeks Getekend HC bij uitgeverij Le Lombard. Station 16 is een thriller gebaseerd op de kernproeven die de Russen van 1955 tot 1990 uitvoerden op Nova Zembla.

## Inhoud
Als er een noodoproep ontvangen wordt, verzonden vanaf poolweerstation 16 dat al een halve eeuw verlaten is, wordt  een groep van vier militairen per helikopter naar de ingesneeuwde station gevlogen om het te onderzoeken. Ze treffen er niets aan dan lege gebouwen, sneeuw en ijs, en zo nu en dan schijnt plotseling het noorderlicht. Dit is niet het enige spookachtige op het station, er gebeuren onverklaarbare dingen. Hevige sneeuwbuien trekken plotsklaps op, atoomontploffingen tekenen zich af aan de horizon en verlaten en vervallen barakken zien er ineens weer bewoond uit. De planken staan er vol potten met ogen!